# Kimarinsaari
Kimarinsaari är en ö i Finland. Den ligger i sjön Iso-Naakkima och i kommunen Pieksämäki i den ekonomiska regionen  Pieksämäki ekonomiska region  och landskapet Södra Savolax, i den södra delen av landet, 250 km nordost om huvudstaden Helsingfors. Öns area är 1,9 hektar och dess största längd är 190 meter i sydöst-nordvästlig riktning.